# Michel Macquet
Michel Pierre Raymond Macquet (* 3. April 1932 in Amiens; † 27. Oktober 2002 in Le Crotoy) war ein französischer Speerwerfer.
1955 siegte er bei den Mittelmeerspielen.
Einem siebten Platz bei den Olympischen Spielen 1956 in Melbourne folgte ein vierter Platz bei den Europameisterschaften 1958 in Stockholm.
Bei den Olympischen Spielen 1960 in Rom, bei den Europameisterschaften 1962 in Belgrad und bei den Olympischen Spielen 1964 in Tokio schied er in der Qualifikation aus.
Zehnmal wurde er Französischer Meister (1953, 1955–1961, 1964, 1965). Am 11. Mai 1961 stellte er in Mantes-la-Jolie mit 83,36 m einen nationalen Rekord auf, der 18 Jahre lang Bestand hatte.